# إنغريد ولز
إنغريد ولز (بالإنجليزية: Ingrid Wells) (29 مارس 1989 بنيويورك في الولايات المتحدة - ) هي لاعبة كرة قدم أمريكية في مركز الوسط. شاركت مع منتخب الولايات المتحدة تحت 20 سنة للسيدات لكرة القدم ومنتخب الولايات المتحدة تحت 23 سنة للسيدات لكرة القدم ‏. أما مع النوادي، فقد لعبت مع وسترن نيويورك فلاش ونادي هكن للسيدات وواشنطن سبيريت وتوربينه بوتسدام.

## وصلات خارجية
- إنغريد ولز على موقع الاتحاد الدولي (مؤرشف)  (الإنجليزية)
- إنغريد ولز على موقع الاتحاد الأوربي (الإنجليزية)
- إنغريد ولز على موقع قاعدة بيانات كرة القدم.إي يو (الإنجليزية)
- إنغريد ولز على موقع Soccerway.com (الإنجليزية)
- إنغريد ولز على موقع عالم كرة القدم.نت (الإنجليزية)